# SCGB3A1
SCGB3A1 (англ. Secretoglobin family 3A member 1) – білок, який кодується однойменним геном, розташованим у людей на короткому плечі 5-ї хромосоми. Довжина поліпептидного ланцюга білка становить 104 амінокислот, а молекулярна маса — 10 100.
| 10         |  | 20         |  | 30         |  | 40         |  | 50         |
| ---------- |  | ---------- |  | ---------- |  | ---------- |  | ---------- |
| MKLAALLGLC |  | VALSCSSAAA |  | FLVGSAKPVA |  | QPVAALESAA |  | EAGAGTLANP |
| LGTLNPLKLL |  | LSSLGIPVNH |  | LIEGSQKCVA |  | ELGPQAVGAV |  | KALKALLGAL |
| TVFG       |  |            |  |            |  |            |  |            |

A: Аланін

C: Цистеїн

E: Глутамінова кислота

F: Фенілаланін

G: Гліцин

H: Гістидин

I: Ізолейцин

K: Лізин

L: Лейцин

M: Метіонін

N: Аспарагін

P: Пролін

Q: Глутамін

S: Серин

T: Треонін

Кодований геном білок за функцією належить до цитокінів. 
Секретований назовні.